# PIAS Recordings
[PIAS] Recordings – belgijska wytwórnia płytowa,  będąca częścią [PIAS] Entertainment Group. Do roku 1999/2000 funkcjonowała jako Play It Again Sam Records.
Do artystów związanych z wytwórnią należą m.in.: Crystal Castles, Editors, Dinosaur Jr., Hooverphonic, múm, Morcheeba, Nouvelle Vague, Stereo MC’s i The Young Gods.

## Współpraca z Wax Trax! Records
W 1988 ówczesne Play It Again Sam Records rozpoczęło współpracę z Wax Trax! Records, której efektem było Play It Again Sam Records USA (nie mylić z PIAS America) i Wax Trax! Europe. W 1991 współpraca została zerwana. Play It Again Sam Records USA zostało wchłonięte przez Caroline Records.

## Different Recordings
Część wytwórni [PIAS] Recordings stanowi wytwórnia DIFFERENT wydająca muzykę elektroniczną.